# Lawrence (Vorname)
Lawrence ist als eine Variante von Laurence ein englischer männlicher Vorname, der heute gebräuchlicher ist als Laurence. Eine Verkleinerungsform von Lawrence ist Lawrie.

## Namensträger
- Lawrence Block (* 1938), amerikanischer Schriftsteller
- Lawrence Brandt, amerikanischer Pokerspieler
- Lawrence Brock (1906–1968), amerikanischer Politiker
- Lawrence Brown (1907–1988), amerikanischer Jazz-Posaunist
- Lawrence Benjamin Brown (1893–1973), amerikanischer Pianist und Arrangeur
- Lawrence G. Brown (* 1943), amerikanischer Mathematiker
- Lawrence Cohn (1932–2023), amerikanischer Musikproduzent, Blues-Sammler und Autor
- Lawrence Ferlinghetti (1919–2021), amerikanischer Dichter der Beat-Generation, Schriftsteller und Verleger
- Lawrence Gonzi (* 1953), maltesischer Politiker
- Lawrence S. Hamilton (1925–2016), kanadisch-amerikanischer Forstwissenschaftler und Naturschützer
- Lawrence Hargrave (1850–1915), britisch-australischer Ingenieur, Astronom, Entdecker, Erfinder und Luftfahrtpionier
- Lawrence Hayward (* 1961), britischer Sänger, Songwriter und Gitarrist
- Lawrence Brooks Hays (1898–1981), amerikanischer Politiker
- Lawrence Hill (* 1957), kanadischer Schriftsteller und Journalist
- Lawrence Hill (* 1987), amerikanischer Basketballspieler
- Lawrence Ketchens (1963–2025), amerikanischer Jazzmusiker
- Lawrence Kohlberg (1927–1987), amerikanischer Psychologe und Professor
- Lawrence Leathers (1981–2019), amerikanischer Jazzmusiker
- Lawrence Lessig (* 1961), amerikanischer Rechtswissenschaftler
- Lawrence Park (1873–1924), amerikanischer Architekt und Kunsthistoriker
- Lawrence Peerce (* 1930), amerikanischer Fernsehregisseur
- Lawrence Richardson Jr. (1920–2013), amerikanischer Klassischer Philologe und Klassischer Archäologe
- Lawrence Summers (* 1954), amerikanischer Politiker und Professor
- Lawrence Tierney (1919–2002), amerikanischer Schauspieler
- Lawrence Venuti (* 1953), amerikanischer Anglist, Translationswissenschaftler und Übersetzer
- Lawrence Watt-Evans (* 1954), amerikanischer Science-Fiction- und Fantasy-Schriftsteller
- Lawrence Weiner (1942–2021), amerikanischer bildender Künstler
- Lawrence Wong (* 1972), singapurischer Politiker
- Lawrence Wright (1888–1964), britischer Komponist und Musikverleger
- Lawrence Wright (* 1947), amerikanischer Schriftsteller, Journalist und Drehbuchautor